# Опалев, Валентин Олегович
Валенти́н Оле́гович О́палев (укр. Валентин Олегович Опалєв; род. 4 июля 1958, Котовск, Одесская область) — украинский актёр, основатель и Генеральный продюсер телекомпаний «Мостелефильм» и «Киевтелефильм».

## Биография
Валентин Олегович Опалев получил высшее образование в Одесском политехническом институте. Во время учёбы был участником студенческого театра миниатюр, участвовал в телевизионной передаче «Весёлые ребята».
Получив образование, некоторое время работал по специальности в области атомной энергетики, в том числе участвовал в ликвидации аварии на Чернобыльской АЭС, где проработал в общей сложности пять лет.
С 1989 года его профессиональная деятельность связана с телевидением. Опалев В. О. является создателем первого в УССР экспериментального кабельного телевидения в городе Славутич.
В 1994—2000 гг. возглавлял созданную им же компанию «ПРО TV».
В 1996—1997 гг. также возглавлял украинский телеканал «СТБ».
С 2000 по 2005 гг. являлся генеральным директором творческого объединения «Мамаду», а также актёром в проектах «Полное Мамаду», «Шоу Долгоносиков» и «Комедийный квартет».
С 2006 г. работает генеральным продюсером созданных им компаний «Мостелефильм» и «Киевтелефильм».

## Почётные должности
- Член Академии Российского телевидения.
- Член Ассоциации теле и кинопродюсеров.
- Член Гильдии продюсеров России.

## Фильмография

### Актёрские работы
- 1991—1992 — «Джентльмен-шоу» — разные роли
- 1991—1995 — «Маски-шоу» — разные роли
- 1996—1999 — «Шоу долгоносиков» — Доктор Ватсон / Доктор Шлягер и др.
- 1999 — «Полное марабу» — разные роли
- 1999—2001 — «Полное мамаду» — Инспектор Петренко / кум Панько и др.
- 2000—2001 — «Ноты и банкноты» — Сеня, контрабасист / Инспектор Петренко и др.
- 2000—2001 — «Комедийный квартет» — Валентин Мишкин / Доктор Ватсон / кум Панько
- 2000—2001 — «Приватная милиция» — Инспектор Петренко
- 2002 — «Новые приключения Шерлока Холмса и Доктора Ватсона» — Доктор Ватсон
- 2003—2004 — «Смеховыжималка Мамаду» — разные роли
- 2004 — «ЖЭК» — начальник ЖЭКа
- 2004 — «Казанова поневоле» — капитан Петренко

## Избранная фильмография продюсера
- 2011 — т/с Ефросинья. Продолжение(«Россия 1»), т/с Братаны 2 («НТВ»), т/с Лесник («НТВ»), т/с Танец нашей любви («Домашний»), х/ф Ельцин. Три дня в августе («НТВ») и др.
- 2010 — т/с Ефросинья («Россия 1»), х/ф Бомжиха-2 («НТВ»).
- 2009 — т/с Две стороны одной Анны («Россия 1»), т/с Братаны(«НТВ»), т/с Срочно в номер-2 («Россия 1»),
- 2008 — х/ф Учитель в законе («НТВ»), т/с Родные люди, х/ф Клинч(«Россия»), х/ф Песочный дождь(«Россия»),
- 2007 — т/с Чужие тайны («Первый»), т/с Ангел-хранитель («Россия»), т/с Срочно в номер(«Россия»), х/ф Бомжиха(«НТВ»), х/ф Лера («Первый»), х/ф Женская дружба («Россия»).
- 2006 — т/с Сёстры по крови» («Первый»), т/с Волчица, т/с Городской романс («ТВ Центр»).
- 2005 — т/с Всё включено («НТВ»).
- 2004 — т/с Исцеление любовью («Россия») и др.